# 电源管理
电源管理是某些电器的功能，尤其是计算机（包括CPU、GPU）和计算机外部设备（例如显示器和打印机），在不使用时会关闭电源或将系统切换到低功耗状态。 在计算机中，这称为PC电源管理，它是基于称为高级配置与电源接口（ACPI）的标准构建的。现在所有的消费型计算机都具有ACPI支持。
在军事中，电源管理通常是指允许士兵和小队共享各种能源的设备套件，通常为不兼容的设备供电。

## 目的
出于多种原因，需要用计算机系统的PC电源管理，尤其是以下几个：
- 减少整体能耗
- 延长便携式和嵌入式系统的电池寿命
- 降低散热要求
- 减少噪音
- 降低能源和冷却的运营成本

更低的功耗，意味着更低的散热，因此提高了系统稳定性，且减少了能源消耗，从而节省了成本并减少了对环境的影响。